# Oncogèn
Un oncogèn o oncogén és un gen que, quan ha mutat o s'expressa en nivells alts, ajuda a convertir una cèl·lula normal en una cèl·lula tumoral.
Moltes cèl·lules anormals normalment tenen una forma programada de mort cel·lular (apoptosi). Els oncogens activats poden causar que aquestes cèl·lules sobrevisquin i proliferin. La majoria dels oncogens necessiten un pas addicional, com les mutacions d'un altre gen, o factors mediambientals, com una infecció de virus per causar càncer. Des de la dècada de 1970 dotzenes d'oncogens s'han identificat en el càncer humà. Moltes medicines contra el càncer tenen com a objectiu les seqüències d'ADN en els seus productes.
Els protooncogens són gens normals que esdevenen oncogens per mutació o increment de l'expressió del gen.